# サヨナラの素描
「サヨナラの素描」（サヨナラのデッサン）は、ピカソの通算5枚目のシングル。1987年3月25日にKitty Recordsからリリースされた。

## 背景
表題曲の「サヨナラの素描」は、「シ・ネ・マ」、「ファンタジー」に続いて、フジテレビ系アニメ『めぞん一刻』のエンディングテーマとして起用された。

## ディスクジャケット
ジャケットは、前作「シ・ネ・マ」、「ファンタジー」同様、『めぞん一刻』のヒロインである音無響子が描かれているが、本作では加えてピカソのメンバーが加えられている。

## 収録曲
| 全作曲: ピカソ、全編曲: 森英治。 |                    |          |            |
| #                                | タイトル           | 作詞     | 作曲・編曲 |
| 1.                               | 「サヨナラの素描」 | 森雪之丞 | ピカソ     |
| 2.                               | 「砂のATELIER」    | 大山潤子 | ピカソ     |

## タイアップ
| # | 曲名               | タイアップ                                                       | 出典  |
| - | ------------------ | ---------------------------------------------------------------- | ----- |
| 1 | 「サヨナラの素描」 | フジテレビ系放映アニメーション『めぞん一刻』エンディング・テーマ | [ 2 ] |

## 関連リンク
- Project PICASSO Official Home Page

| テレビアニメ『めぞん一刻』エンディングテーマ 1987年4月8日(第53回) - 1987年9月23日(第76回) |                           |                                      |
| 前作: ピカソ 『ファンタジー』                                                             | ピカソ 『サヨナラの素描』 | 次作： ピカソ 『ビギン・ザ・ナイト』 |